# Хаммонд Дэвис, Фрэнк
Фрэнк Дэвис Хаммонд (12 октября 1921 г. — 17 марта 2005 г.) был автором книг на христианскую тематику, особенно о служении освобождения. В 1980 году Хаммонд вместе со своей женой (а иногда и соавтором) Идой Мэй Хаммонд основал «Детское министерство хлеба». Хаммонд был выпускником Бейлорского университета и Юго-Западной баптистской теологической семинарии.

## Учения
Хаммонд учил, что этические проблемы, такие как обида и сплетни, вместе с такими проблемами, как компульсивное переедание, забывчивость, сексуальные проблемы и психические заболевания, могут быть вызваны демонами, требующими служения освобождения, и что такие люди могут нуждаться в таком освобождении., Он и его жена Ида Мэй были названы «возможно, самыми влиятельными практиками служения освобождения». Их книга 1973 года «Свиньи в салоне: Практическое руководство по избавлению» является одной из самых влиятельных по этой теме,, и была продана тиражом более миллиона экземпляров.
Книги Хаммонда помогли перенести идеи служения освобождения в католическое харизматическое обновление, в частности концепцию демонического влияния, за исключением демонической одержимости, которая требует изгнания нечистой силы священником.

## Личное
Он родился в Террелле, штат Техас, в октябре 1921 года. В 1948 году он женился на Иде Мэй Лоден (также из Террелла)

### С Идой Мэй Хэммонд
- Свиньи в салоне: Практическое руководство по избавлению (1973)
- Царство, живущее для семьи (1985)
- Разрушение проклятий (1993)
- Утешение для раненого духа (1994)